# Freak on a Leash
"Freak on a Leash" é uma canção comercialmente bem-sucedida da banda de nu metal norte-americana Korn, lançada como segundo single de seu terceiro álbum de estúdio, Follow the Leader (1998) e também aparece na compilação Greatest Hits, Vol. 1 (2004). A canção foi retrabalhada para uma versão acústica com a participação de Amy Lee (Evanescence), quando o Korn gravou seu MTV Unplugged: Korn (2007). Recebeu forte rotação nas rádios rock (embora tenha falhado a Billboard Hot 100), na MTV (que deu grande suporte ao vídeo da canção) e na MuchMusic.
O vocalista Jonathan Davis afirmou que a letra de "Freak on a Leash" foi elaborada como crítica à exploração da indústria musical, algo que repetiu com Y'All Want a Single em 2003. A canção contém algumas partes de guitarra improvisadas na parte final, bem beatboxing. A canção recebeu um videoclipe com a introdução animado por Todd McFarlane, a animação foi extremamente bem recebida e foi indicada ao Grammy de melhor videoclipe de 1998.
A canção é geralmente tocada ao vivo durante os encores e foi usada para um anúncio publicitário da Puma.

## Prémios
Ao longo dos anos, a canção ganhou vários prémios. Em 2000, deu aos Korn o seu primeiro Grammy para a categoria de Best Short Form Music Video e também conquistou dois MTV Video Music Awards, em 9 nomeações. Em 2004, foi considerada o segundo melhor single de sempre pelos leitores da revista Kerrang!. Dois anos mais tarde, o vídeo da canção foi votado para o 10º lugar entre os 100 melhores vídeos de sempre no site da Kerrang!, e surgiu em 23º na Lista das 40 Maiores Canções de Metal da VH1. Teve também grande sucesso na Austrália onde single foi certificado com Ouro pela venda de mais de 35 mil cópias. A canção também surge na 15ª posição na lista das canções mais populares de 1999 da tabela australiana Triple J Hottest 100.

## Faixas
1. "Freak on a Leash" (Versão de álbum)
2. "Freak on a Leash" (Dante Ross Mix)
3. "Freak on a Leash" (Freakin' Bitch Mix) (aka Butch Vig Mix)
4. "Freak on a Leash" (Josh A's Beast on a Leash Mix)
5. "Freak on a Leash" (Lethal Freak Mix)

## Posições nas tabelas

### Versão original
| Tabela (1999)                    | Posição |
| -------------------------------- | ------- |
| Billboard Modern Rock Tracks     | 6       |
| Billboard Mainstream Rock Tracks | 10      |

### VersãoUnplugged
| Tabela (2007)                    | Posição |
| -------------------------------- | ------- |
| Billboard Hot 100                | 89      |
| Pop 100                          | 73      |
| Billboard Modern Rock Tracks     | 29      |
| Billboard Mainstream Rock Tracks | 22      |